# Дезирад
Дезирад (фр. La Désirade) — остров и коммуна Франции, находящиеся в Карибском море. В административном отношении он представляет собой коммуну, состоящую в округе Пуэнт-а-Питр заморского департамента Франции Гваделупа.

## География
Остров Дезирад лежит в Карибском море и входит в группу Малых Антильских островов. Наивысшей точкой острова является гора Гранд-Монтань высотой в 276 метров. Остров имеет вытянутую форму длиной в 11 километров и шириной в 2 километра. Площадь его составляет 21,42 км².

## История
Остров Ла-Дезирад был открыт Христофором Колумбом 2 ноября 1493 года после долгого и утомительного плаванья, почему и получил своё имя Desiderada (Долгожданный). В 1648 году он вошёл в состав французской колонии Гваделупа. С 1728 до 1952 года здесь находилась станция для содержания больных проказой, свозимых со всех французских Антильских островов.

## Население и экономика
Административный центр острова Дезирад — городок Бозежур (Beauséjour) на его юго-западе, где проживает наибольшая часть из 1595 жителей острова (на 2006 год). От Бозежура через весь Ла-Дезирад проходит единственная шоссейная дорога, связывающая главный город с остальными тремя островными поселениями — Бе-Мао (Baie-Mahault), Ле-Гале (Les Galets) и Ле-Суффлёр (Le Souffleur). В Бозежуре также находятся островной аэропорт и морская гавань.
Основные занятия местных жителей — рыболовство и обслуживание туристов.